# Lista de vereadores de Bento Gonçalves (Rio Grande do Sul)
Esta é a lista de vereadores de Bento Gonçalves, município brasileiro do estado do Rio Grande do Sul.
A Câmara Municipal de Bento Gonçalves é formada atualmente por dezessete representantes, conforme determina a Emenda Constitucional nº 58, por um número de vereadores proporcional à população. Sua emancipação política ocorreu em 11 de outubro de 1890, porém a câmara passou a operar somente a partir do ano de 1948. Os artigos 29 a 31 da Constituição de 1988 prescreveram novos poderes anexados ao cargo de vereador.
Atualmente, a administração municipal se dá pelos Poderes Executivo e Legislativo, sendo este constituído pela Câmara Municipal, que é composta pelos vereadores eleitos para mandatos de quatro anos. Cabe à casa elaborar e votar leis fundamentais à administração e ao executivo, especialmente o orçamento participativo (lei de diretrizes orçamentárias). O nome do prédio da Câmara chama-se Palácio 11 de Outubro.

## Lista de partidos políticos
Nove legendas estão representadas na 18ª Legislatura, entre 2021 e 2024.
| Partido                          | Sigla | Sigla    | Líder                        | Número de vereadores |
| -------------------------------- | ----- | -------- | ---------------------------- | -------------------- |
| Progressistas                    |       | PP       | Vereador Edson Biasi         | 5 / 17               |
| Federação PSDB Cidadania         |       | PSDB/CID | Vereador José Gava           | 4 / 17               |
| Partido Liberal                  |       | PL       | Vereador Joel Bolsonaro      | 3 / 17               |
| Movimento Democrático Brasileiro |       | MDB      | Vereador Moisés Scussel Neto | 2 / 17               |
| Partido Democrático Trabalhista  |       | PDT      | Vereador Lucio Lanes         | 1 / 17               |
| Republicanos                     |       | REP      | Vereador Volmar Giordani     | 1 / 17               |
| União Brasil                     |       | UNIÃO    | Vereador Gilmar Pessutto     | 1 / 17               |

## Legislaturas

### 19ª Legislatura (2021–2024)
| Legenda | Legenda                 |
| ------- | ----------------------- |
|         | Presidente da Câmara    |
|         | Mesa Diretiva           |
|         | Suplentes que assumiram |

Estes são os vereadores eleitos nas eleições de 6 de outubro de 2024.
|    | Nome                                 | Partido                                | Votos | %    | Observações                            |
| -- | ------------------------------------ | -------------------------------------- | ----- | ---- | -------------------------------------- |
| 1  | Eduardo Viríssimo                    | Progressistas (PP)                     | 2 661 | 4,05 | 3º mandato                             |
| 2  | Edson Rogério Biasi                  | Progressistas (PP)                     | 2 266 | 3,45 | 2º mandato                             |
| 3  | Luis Carlos de Mari "Caco"           | Federação PSDB Cidadania (PSDB)        | 2 170 | 3,30 | 1º mandato                             |
| 4  | Thiago Israel Fabris                 | Progressistas (PP)                     | 1 992 | 3,02 | 2º mandato Vice-Presidente (2025-2026) |
| 5  | Anderson Zanella                     | Progressistas (PP)                     | 1 897 | 2,89 | 2º mandato Presidente (2025-2026)      |
| 6  | Henrique Nuncio                      | Federação PSDB Cidadania (PSDB)        | 1 678 | 2,55 | 2º mandato                             |
| 7  | Sidinei "Sidi" da Silva              | Federação PSDB Cidadania (PSDB)        | 1 586 | 2,41 | 3º mandato 2ª Secretário (2025-2026)   |
| 8  | Volmar Giordani                      | Republicanos                           | 1 577 | 2,40 | 1º mandato                             |
| 9  | Joel de Oliveira Ribeiro "Bolsonaro" | Partido Liberal (PL)                   | 1 544 | 2,35 | 1º mandato                             |
| 10 | Letícia Bonassina                    | Partido Liberal (PL)                   | 1 399 | 2,13 | 1º mandato 1ª Secretária (2025-2026)   |
| 11 | Volnei Christófoli                   | Progressistas (PP)                     | 1 335 | 2,03 | 3º mandato                             |
| 12 | José Antônio Gava                    | Federação PSDB Cidadania (PSDB)        | 1 278 | 1,87 | 2º mandato                             |
| 13 | Sidnei "Sidi" Postal                 | Partido Liberal (PL)                   | 1 069 | 1,63 | 1º mandato                             |
| 14 | Gilmar Pessutto                      | União Brasil (União)                   | 925   | 1,41 | 3º mandato                             |
| 15 | Moisés Scussel Neto                  | Movimento Democrático Brasileiro (MDB) | 846   | 1,29 | 3º mandato                             |
| 16 | Alcindo Gabrielli                    | Movimento Democrático Brasileiro (MDB) | 819   | 1,25 | 1º mandato                             |
| 17 | Lucio Verani de Melo Lanes           | Partido Democrático Trabalhista (PDT)  | 769   | 1,17 | 1º mandato                             |
| —  | Eduardo "Duda" Pompermayer           | Progressistas (PP)                     | 1 228 | 1,87 | Suplente                               |
| —  | Marlene Melotti Pelicioli            | Federação PSDB Cidadania (CID)         | 1 075 | 1,64 | Suplente                               |
| —  | Paulo Amarilho Souto                 | Federação PSDB Cidadania (PSDB)        | 874   | 1,33 | Suplente                               |

### 18ª Legislatura (2021–2024)

Composição da Câmara Municipal eleita para a 18ª Legislatura:
PP (6)
PSDB (2)
MDB (2)
PDT (2)
REP (1)
Cidadania (1)
DEM (1)
PTB (1)
PSD (1)

Estes são os vereadores eleitos nas eleições de 15 de novembro de 2020.:
|    | Nome                          | Partido                                                                                                  | Votos | %    | Observações                                                                                    |
| -- | ----------------------------- | --- | ----- | ---- | ---------------------------------------------------------------------------------------------- |
| 1  | Eduardo Viríssimo             | Progressistas (PP)                                                                                       | 2 065 | 3,32 | 2º mandato                                                                                     |
| 2  | Rafael Pasqualotto            | Progressistas (PP) – 2021-2024 Partido Liberal (PL) – 2024                                               | 1 856 | 2,98 | 2º mandato Presidente (2021-2022) Presidente (2023-2024)                                       |
| 3  | Thiago Israel Fabris          | Progressistas (PP)                                                                                       | 1 791 | 2,88 | 1º mandato Vice-presidente (2021-2022) Vice-presidente (2023-2024)                             |
| 4  | Edson Rogério Biasi           | Progressistas (PP)                                                                                       | 1 674 | 2,69 | 1º mandato                                                                                     |
| 5  | Eduardo "Duda" Pompermayer    | Democratas (DEM) – 2021-2022 União Brasil (UNIÃO) – 2022 Progressistas (PP) – 2023-2024                  | 1 481 | 2,38 | 1º mandato                                                                                     |
| 6  | Volnei Christófoli            | Progressistas (PP)                                                                                       | 1 390 | 2,23 | 2º mandato                                                                                     |
| 7  | Valdemir Antonio Marini       | Progressistas (PP)                                                                                       | 1 319 | 2,12 | 3º mandato Renunciou ao mandato em 2024                                                        |
| 8  | Sidinei "Sidi" da Silva       | Partido da Social Democracia Brasileira (PSDB)                                                           | 1 306 | 2,10 | 2º mandato 2º Secretário (2021-2022)                                                           |
| 9  | Idasir dos Santos "Ida"       | Movimento Democrático Brasileiro (MDB) – 2021-2024 Partido da Social Democracia Brasileira (PSDB) – 2024 | 1 048 | 1,68 | 2º mandato 1º Secretário (2021-2022) 1º Secretário (2023-2024)                                 |
| 10 | Ivar Leopoldo Castagnetti     | Partido Democrático Trabalhista (PDT)                                                                    | 1 000 | 1,61 | 7º mandato                                                                                     |
| 11 | José Antônio Gava             | Partido Democrático Trabalhista (PDT) – 2021-2024 Partido da Social Democracia Brasileira (PSDB) – 2024  | 990   | 1,59 | 1º mandato                                                                                     |
| 12 | Marcos Rodrigues Barbosa      | Republicanos                                                                                             | 965   | 1,55 | 4º mandato                                                                                     |
| 13 | Henrique Nuncio               | Partido da Social Democracia Brasileira (PSDB)                                                           | 941   | 1,51 | 1º mandato                                                                                     |
| 14 | Rafael Luiz Fantin "Dentinho" | Partido Social Democrático (PSD) – 2021-2024 Partido Novo (NOVO) – 2024                                  | 926   | 1,49 | 1º mandato                                                                                     |
| 15 | Agostinho Petroli             | Movimento Democrático Brasileiro (MDB)                                                                   | 760   | 1,22 | 2º mandato                                                                                     |
| 16 | Paulo Roberto Cavalli "Paco"  | Partido Trabalhista Brasileiro (PTB) – 2021-2024 Republicanos – 2024                                     | 715   | 1,15 | 3º mandato                                                                                     |
| 17 | Ari José Pelicioli            | Cidadania                                                                                                | 478   | 0,77 | 1º mandato 2º Secretário (2023-2024)                                                           |
| 18 | Anderson Zanella              | Progressistas (PP)                                                                                       | 943   | 1,52 | 1º mandato Suplente entre 2021-2024 Titular com a renúncia do vereador Valdemir Marini em 2024 |
| —  | Davi da Rold Sanguitão        | Progressistas (PP)                                                                                       | 927   | 1,49 | Suplente                                                                                       |
| —  | Jocelito Leonardo Tonietto    | Partido da Social Democracia Brasileira (PSDB)                                                           | 885   | 1,42 | Suplente                                                                                       |
| —  | Adair Sessi                   | Partido Democrático Trabalhista (PDT)                                                                    | 842   | 1,35 | Suplente                                                                                       |
| —  | Luiz Gromowski                | Progressistas (PP)                                                                                       | 841   | 1,35 | Suplente                                                                                       |
| —  | Leopoldo Benatti "Raquete"    | Republicanos                                                                                             | 798   | 1,28 | Suplente                                                                                       |

### 17ª Legislatura (2017–2020)

Composição da Câmara Municipal eleita para a 17ª Legislatura:
PP (5)
PMDB (3)
PDT (2)
PSDB (2)
PTB (2)
DEM (1)
PPS (1)
PRB (1)

Estes são os vereadores eleitos nas eleições de 2 de outubro de 2016:
|    | Nome                         | Partido                                            | Votos | %    | Observações                                                 |
| -- | ---------------------------- | -------------------------------------------------- | ----- | ---- | ----------------------------------------------------------- |
| 1  | Rafael Pasqualotto           | Partido Progressista (PP)                          | 1.832 | 2,76 | 1º mandato Presidente (2019-2020) 1º Secretário (2017-2018) |
| 2  | Gustavo Felipe Sperotto      | Democratas (DEM)                                   | 1.633 | 2,46 | 1º mandato                                                  |
| 3  | Gilmar Pessutto              | Partido da Social Democracia Brasileira (PSDB)     | 1.627 | 2,45 | 3º mandato                                                  |
| 4  | Volnei Cristófoli            | Partido Progressista (PP)                          | 1.614 | 2,43 | 1º mandato                                                  |
| 5  | Eduardo Viríssimo            | Partido Progressista (PP)                          | 1.566 | 2,36 | 1º mandato Vice-presidente (2017-2018)                      |
| 6  | Amarildo Lucatelli           | Partido Progressista (PP)                          | 1.493 | 2,25 | 1º mandato                                                  |
| 7  | Moisés Scussel Neto          | Partido da Social Democracia Brasileira (PSDB)     | 1.450 | 2,19 | 2º mandato Presidente (2017-2018)                           |
| 8  | José Élvio Atzler de Lima    | Partido do Movimento Democrático Brasileiro (PMDB) | 1.390 | 2,10 | 2º mandato                                                  |
| 9  | Moacir Antonio Camerini      | Partido Democrático Trabalhista (PDT)              | 1.341 | 2,02 | 1º mandato                                                  |
| 10 | Neri Mazzochin               | Partido Progressista (PP)                          | 1.340 | 2,02 | 2º mandato                                                  |
| 11 | Paulo Roberto Cavalli "Paco" | Partido Trabalhista Brasileiro (PTB)               | 1.326 | 2,00 | 2º mandato 1º Secretário (2019-2020)                        |
| 12 | Idasir dos Santos "Ida"      | Partido do Movimento Democrático Brasileiro (PMDB) | 1.260 | 1,90 | 1º mandato                                                  |
| 13 | Marcos Rodrigues Barbosa     | Partido Republicano Brasileiro (PRB)               | 1.211 | 1,83 | 3º mandato                                                  |
| 14 | Sidinei "Sidi" da Silva      | Partido Popular Socialista (PPS)                   | 1.096 | 1,65 | 1º mandato 2º Secretário (2019-2020)                        |
| 15 | Valdemir Antonio Marini      | Partido Trabalhista Brasileiro (PTB)               | 1.064 | 1,60 | 2º mandato 2º Secretário (2017-2018)                        |
| 16 | Agostinho Petroli            | Partido do Movimento Democrático Brasileiro (PMDB) | 919   | 1,39 | 1º mandato                                                  |
| 17 | Jocelito Leonardo Tonietto   | Partido Democrático Trabalhista (PDT)              | 865   | 1,30 | 2º mandato Vice-presidente (2019-2020)                      |
| —  | Anderson Zanella             | Partido Social Democrático (PSD)                   | 1 201 | 1,81 | Suplente                                                    |
| —  | Edson Rogério Biasi          | Partido Progressista (PP)                          | 1 094 | 1,65 | Suplente                                                    |
| —  | Delarci de Lima "Cascão"'    | Partido Progressista (PP)                          | 1 005 | 1,52 | Suplente                                                    |
| —  | Carlos Roberto Pozza         | Partido Progressista (PP)                          | 995   | 1,50 | Suplente                                                    |
| —  | Thiago Israel Fabris         | Partido Progressista (PP)                          | 919   | 1,39 | Suplente                                                    |
| —  | José Antônio Gava            | Partido Progressista (PP)                          | 826   | 1,25 | Suplente                                                    |
| —  | Leocir Lerin                 | Movimento Democrático Brasileiro (MDB)             | 588   | 0,89 | Suplente                                                    |
| —  | Pastor Edilson Marques       | Partido Social Cristão (PSC)                       | 508   | 0,77 | Suplente                                                    |

### 16ª Legislatura (2013–2016)

Composição da Câmara Municipal eleita para a 16ª Legislatura:
PT (4)
PDT (3)
PP (3)
PMDB (2)
PPS (2)
PRB (1)
PSDB (1)
PTB (1)

Estes são os vereadores eleitos nas eleições de 7 de outubro de 2012:
|    | Nome                                       | Partido                                            | Votos | %    | Observações                                                                   |
| -- | ------------------------------------------ | -------------------------------------------------- | ----- | ---- | ----------------------------------------------------------------------------- |
| 1  | Clemente Mieznikowski "Professor Clemente" | Partido Democrático Trabalhista (PDT)              | 2.220 | 3,44 | 1º mandato                                                                    |
| 2  | Marcos Rodrigues Barbosa                   | Partido Republicano Brasileiro (PRB)               | 1.781 | 2,76 | 2º mandato                                                                    |
| 3  | Valdecir Rubbo "Rubinho"                   | Partido Democrático Trabalhista (PDT)              | 1.698 | 2,63 | 5º mandato Presidente (2013-2015)                                             |
| 4  | Márcio Pilotti "Professor Márcio"          | Partido do Movimento Democrático Brasileiro (PMDB) | 1.550 | 2,40 | 1º mandato 1º Secretário (2015) Vice-presidente (2016)                        |
| 5  | Marlen Lucilene Pelicioli Ballottin        | Partido Popular Socialista (PPS)                   | 1.473 | 2,29 | 1º mandato 2ª Secretária (2013)                                               |
| 6  | Valdemir Antonio Marini                    | Partido dos Trabalhadores (PT)                     | 1.471 | 2,28 | 1º mandato                                                                    |
| 7  | Jocelito Leonardo Tonietto                 | Partido Democrático Trabalhista (PDT)              | 1.442 | 2,24 | 1º mandato                                                                    |
| 8  | Moisés Scussel Neto                        | Partido do Movimento Democrático Brasileiro (PMDB) | 1.439 | 2,23 | 1º mandato                                                                    |
| 9  | Paulo Roberto Cavalli "Paco"               | Partido dos Trabalhadores (PT)                     | 1.315 | 2,04 | 1º mandato 2º Secretário (2015) 1º Secretário (2016)                          |
| 10 | Gilmar Pessutto                            | Partido da Social Democracia Brasileira (PSDB)     | 1.276 | 1,98 | 2º mandato 1º Secretário (2013-2014) Vice-presidente (2015) Presidente (2016) |
| 11 | Neilene Lunelli Cristófoli                 | Partido dos Trabalhadores (PT)                     | 1.217 | 1,89 | 2º mandato                                                                    |
| 12 | Adriano de Souza Nunes                     | Partido Popular Socialista (PPS)                   | 1.165 | 1,81 | 1º mandato                                                                    |
| 13 | Adelino Cainelli                           | Partido Progressista (PP)                          | 1.125 | 1,75 | 6º mandato 2º Secretário (2014 e 2016)                                        |
| 14 | Ênio de Paris                              | Partido Progressista (PP)                          | 1.085 | 1,68 | 3º mandato                                                                    |
| 15 | Vanderlei dos Santos                       | Partido Progressista (PP)                          | 928   | 1,44 | 3º mandato Vice-presidente (2013-2014)                                        |
| 16 | Moacir Antônio Camerini                    | Partido dos Trabalhadores (PT)                     | 767   | 1,19 | 1º mandato                                                                    |
| 17 | Leopoldo Benatti "Raquete"                 | Partido Trabalhista Brasileiro (PTB)               | 751   | 1,17 | 3º mandato                                                                    |
| —  | Carlos Roberto Pozza                       | Partido Progressista (PP)                          | 828   | 1,37 | Suplente                                                                      |
| —  | Odacir Luis Giordani                       | Partido dos Trabalhadores (PT)                     | 756   | 1,18 | Suplente                                                                      |

### 15ª Legislatura (2009–2012)

Composição da Câmara Municipal eleita para a 15ª Legislatura:
PMDB (3)
PP (2)
PT (2)
DEM (1)
PDT (1)
PRB (1)
PSDB (1)

Estes são os vereadores eleitos nas eleições de 5 de outubro de 2008:
|    | Nome                                | Partido                                            | Votos | %    | Observações                            |
| -- | ----------------------------------- | -------------------------------------------------- | ----- | ---- | -------------------------------------- |
| 1  | Airton Luiz Minúsculi               | Partido dos Trabalhadores (PT)                     | 2.503 | 4,09 | 4º mandato                             |
| 2  | Vanderlei dos Santos                | Partido Progressista (PP)                          | 2.181 | 3,57 | 2º mandato                             |
| 3  | José Élvio Atzler de Lima           | Partido do Movimento Democrático Brasileiro (PMDB) | 2.061 | 3,37 | 1º mandato Vice-presidente (2009-2012) |
| 4  | Valdecir Rubbo "Rubinho"            | Partido Democrático Trabalhista (PDT)              | 2.025 | 3,31 | 4º mandato Presidente (2009-2012)      |
| 5  | Adelino Cainelli                    | Partido Progressista (PP)                          | 1.805 | 2,95 | 5º mandato                             |
| 6  | Gilmar Pessutto                     | Partido da Social Democracia Brasileira (PSDB)     | 1.775 | 2,90 | 1º mandato 1º Secretário (2009-2012)   |
| 7  | Mário Gabardo                       | Partido do Movimento Democrático Brasileiro (PMDB) | 1.751 | 2,86 | 6º mandato                             |
| 8  | Ivar Leopoldo Castagnetti           | Partido do Movimento Democrático Brasileiro (PMDB) | 1.725 | 2,82 | 6º mandato                             |
| 9  | Neri Mazzochin                      | Democratas (DEM)                                   | 1.553 | 2,54 | 1º mandato 2º Secretário (2009-2012)   |
| 10 | Marcos Rodrigues Barbosa            | Partido Republicano Brasileiro (PRB)               | 1.252 | 2,05 | 1º mandato                             |
| 11 | Neilene Lunelli Cristófoli          | Partido dos Trabalhadores (PT)                     | 1.213 | 1,98 | 1º mandato                             |
| —  | Juares Baruffi                      | Partido Trabalhista Brasileiro (PTB)               | 1 103 | 1,93 | Suplente                               |
| —  | Marlen Lucilene Pelicioli Ballottin | Partido Popular Socialista (PPS)                   | 490   | 0,86 | Suplente                               |
| —  | Delarci de Lima "Cascão"            | Partido Popular Socialista (PPS)                   | 434   | 0,80 | Suplente                               |
| —  | Alzira Sanches Rossini              | Partido dos Trabalhadores (PT)                     | 374   | 0,72 | Suplente                               |

### 14ª Legislatura (2005–2008)

Composição da Câmara Municipal eleita para a 14ª Legislatura:
PDT (3)
PMDB (3)
PP (3)
PT (1)
PTB (1)

Estes são os vereadores eleitos nas eleições de 3 de outubro de 2004:
|    | Nome                       | Partido                                            | Votos | %    | Observações                            |
| -- | -------------------------- | -------------------------------------------------- | ----- | ---- | -------------------------------------- |
| 1  | Leopoldo Benatti "Raquete" | Partido do Movimento Democrático Brasileiro (PMDB) | 2.152 | 3,55 | 2º mandato                             |
| 2  | Valdecir Rubbo             | Partido Democrático Trabalhista (PDT)              | 2.069 | 3,41 | 3º mandato                             |
| 3  | Clóris Pasqualotto         | Partido Democrático Trabalhista (PDT)              | 1.997 | 3,29 | 5º mandato                             |
| 4  | Vanderlei dos Santos       | Partido Progressista (PP)                          | 1.910 | 3,15 | 1º mandato 1º Secretário (2005-2008)   |
| 5  | Mário Gabardo              | Partido do Movimento Democrático Brasileiro (PMDB) | 1.803 | 2,97 | 5º mandato                             |
| 6  | Roberto Antônio Cainelli   | Partido Progressista (PP)                          | 1.690 | 2,79 | 5º mandato Vice-presidente (2007-2008) |
| 7  | Adelino Cainelli           | Partido Progressista (PP)                          | 1.584 | 2,61 | 4º mandato 2º Secretário (2005-2008)   |
| 8  | Airton Luiz Minúsculi      | Partido dos Trabalhadores (PT)                     | 1.567 | 2,58 | 3º mandato                             |
| 9  | Ivar Leopoldo Castagnetti  | Partido do Movimento Democrático Brasileiro (PMDB) | 1.375 | 2,27 | 5º mandato Presidente (2005-2008)      |
| 10 | Francisco Rizzardo         | Partido Democrático Trabalhista (PDT)              | 1.372 | 2,26 | 1º mandato                             |
| 11 | Jair Baruffi               | Partido Trabalhista Brasileiro (PTB)               | 1.132 | 1,87 | 1º mandato Vice-presidente (2005-2006) |
| —  | Volnei Tesser              | Partido Progressista (PP)                          | 1 376 | 2,27 | Suplente                               |
| —  | Gilmar Dalla Costa         | Partido do Movimento Democrático Brasileiro (PMDB) | 1 155 | 1,90 | Suplente                               |
| —  | Carlos Roberto Pozza       | Partido Progressista (PP)                          | 1 142 | 1,88 | Suplente                               |
| —  | Antônio Camerini           | Partido Democrático Trabalhista (PDT)              | 1 106 | 1,82 | Suplente                               |
| —  | Olmes Pértile              | Partido do Movimento Democrático Brasileiro (PMDB) | 1 089 | 1,80 | Suplente                               |
| —  | Evandro Luiz Mattana       | Partido dos Trabalhadores (PT)                     | 879   | 1,45 | Suplente                               |

### 13ª Legislatura (2001–2004)

Composição da Câmara Municipal eleita para a 13ª Legislatura:
PPB (9)
PMDB (4)
PDT (3)
PTB (3)
PT (2)

Estes são os vereadores eleitos nas eleições de 1º de outubro de 2000:
|    | Nome                             | Partido                                            | Votos | %    | Observações                            |
| -- | -------------------------------- | -------------------------------------------------- | ----- | ---- | -------------------------------------- |
| 1  | Roberto Antônio Cainelli         | Partido Progressista Brasileiro (PPB)              | 1.452 | 2,87 | 4º mandato                             |
| 2  | Ivar Leopoldo Castagnetti        | Partido do Movimento Democrático Brasileiro (PMDB) | 1.142 | 2,26 | 4º mandato                             |
| 3  | Adelino Cainelli                 | Partido Progressista Brasileiro (PPB)              | 1.129 | 2,23 | 3º mandato                             |
| 4  | Padre Airton Luiz Minúsculi      | Partido dos Trabalhadores (PT)                     | 1.120 | 2,22 | 2º mandato                             |
| 5  | Carlos Roberto Pozza             | Partido Progressista Brasileiro (PPB)              | 1.085 | 2,15 | 3º mandato                             |
| 6  | Sérgio Luiz Gallina              | Partido Progressista Brasileiro (PPB)              | 1.023 | 2,02 | 1º mandato                             |
| 7  | Volnei Tesser                    | Partido Progressista Brasileiro (PPB)              | 1.011 | 2,00 | 2º mandato Vice-presidente (2003-2004) |
| 8  | Mário Gabardo                    | Partido do Movimento Democrático Brasileiro (PMDB) | 925   | 1,83 | 4º mandato                             |
| 9  | Elisabeth Luci Toso Stefenon     | Partido do Movimento Democrático Brasileiro (PMDB) | 854   | 1,69 | 1º mandato Vice-presidente (2001-2002) |
| 10 | Juares Baruffi                   | Partido Trabalhista Brasileiro (PTB)               | 854   | 1,69 | 3º mandato                             |
| 11 | Jauri da Silveira Peixoto        | Partido Progressista Brasileiro (PPB)              | 834   | 1,65 | 5º mandato                             |
| 12 | Leopoldo Benatti "Raquete"       | Partido do Movimento Democrático Brasileiro (PMDB) | 766   | 1,51 | 1º mandato                             |
| 13 | Valdecir Rubbo                   | Partido Democrático Trabalhista (PDT)              | 755   | 1,49 | 2º mandato                             |
| 14 | Eneiva Teresina Sassi Cristófoli | Partido Progressista Brasileiro (PPB)              | 740   | 1,46 | 1º mandato                             |
| 15 | Ênio de Paris                    | Partido Democrático Trabalhista (PDT)              | 736   | 1,46 | 2º mandato 1º Secretário (2001-2004)   |
| 16 | Revelino Soares da Silva         | Partido Progressista Brasileiro (PPB)              | 735   | 1,45 | 1º mandato                             |
| 17 | Roberto Lunelli                  | Partido dos Trabalhadores (PT)                     | 731   | 1,45 | 1º mandato 2º Secretário (2001-2004)   |
| 18 | Atílio Bergamini Neto            | Partido Progressista Brasileiro (PPB)              | 719   | 1,42 | 1º mandato                             |
| 19 | Antônio Luiz Menin               | Partido Trabalhista Brasileiro (PTB)               | 689   | 1,36 | 1º mandato                             |
| 20 | Clóris Pasqualotto               | Partido Trabalhista Brasileiro (PTB)               | 642   | 1,27 | 4º mandato Presidente (2001-2004)      |
| 21 | Antônio Camerini                 | Partido Democrático Trabalhista (PDT)              | 584   | 1,16 | 1º mandato                             |

### 12ª Legislatura (1997–2000)

Composição da Câmara Municipal eleita para a 12ª Legislatura:
PDT (6)
PMDB (6)
PPB (4)
PTB (3)
PT (1)
PCdoB (1)

Estes são os vereadores eleitos nas eleições de 3 de outubro de 1996:
|    | Nome                                    | Partido                                            | Votos | %    | Observações                       |
| -- | --------------------------------------- | -------------------------------------------------- | ----- | ---- | --------------------------------- |
| 1  | Airton Luiz Minúsculi                   | Partido dos Trabalhadores (PT)                     | 1.611 | 3,48 | 1º mandato                        |
| 2  | Vitória Conceição Salton Liguori Bastos | Partido Progressista Brasileiro (PPB)              | 1.435 | 3,10 | 1º mandato                        |
| 3  | Carlos Roberto Pozza                    | Partido Trabalhista Brasileiro (PTB)               | 1.148 | 2,48 | 2º mandato                        |
| 4  | Valdecir Rubbo                          | Partido Democrático Trabalhista (PDT)              | 1.097 | 2,37 | 1º mandato                        |
| 5  | Ivar Leopoldo Castagnetti               | Partido do Movimento Democrático Brasileiro (PMDB) | 1.044 | 2,26 | 3º mandato Presidente (1997-2000) |
| 6  | Ênio de Paris                           | Partido Democrático Trabalhista (PDT)              | 1.030 | 2,23 | 1º mandato                        |
| 7  | Mário Gabardo                           | Partido do Movimento Democrático Brasileiro (PMDB) | 1.006 | 2,18 | 3º mandato                        |
| 8  | Valdomiro da Rosa                       | Partido Democrático Trabalhista (PDT)              | 955   | 2,07 | 1º mandato                        |
| 9  | Jauri da Silveira Peixoto               | Partido Progressista Brasileiro (PPB)              | 912   | 1,97 | 4º mandato                        |
| 10 | Gilmar Dalla Costa                      | Partido do Movimento Democrático Brasileiro (PMDB) | 873   | 1,89 | 2º mandato                        |
| 11 | Alcindo Gabrielli                       | Partido do Movimento Democrático Brasileiro (PMDB) | 843   | 1,82 | 2º mandato                        |
| 12 | Fernando César Ferrari                  | Partido do Movimento Democrático Brasileiro (PMDB) | 781   | 1,69 | 3º mandato                        |
| 13 | Eugênio Rizzardo                        | Partido Democrático Trabalhista (PDT)              | 752   | 1,63 | 3º mandato                        |
| 14 | Zelavir Paulo Giordani                  | Partido Democrático Trabalhista (PDT)              | 738   | 1,60 | 1º mandato                        |
| 15 | Adelino Cainelli                        | Partido do Movimento Democrático Brasileiro (PMDB) | 730   | 1,58 | 2º mandato                        |
| 16 | Paulo Roberto Wünsch                    | Partido Comunista do Brasil (PCdoB)                | 670   | 1,45 | 2º mandato                        |
| 17 | Olavo Constante Fellippe Chiella        | Partido Progressista Brasileiro (PPB)              | 648   | 1,40 | 3º mandato                        |
| 18 | Clóris Pasqualotto                      | Partido Trabalhista Brasileiro (PTB)               | 568   | 1,23 | 3º mandato                        |
| 19 | Dirceu Pedrotti                         | Partido Progressista Brasileiro (PPB)              | 554   | 1,20 | 1º mandato                        |
| 20 | Aristides Antonio Di Bernardo           | Partido Democrático Trabalhista (PDT)              | 551   | 1,19 | 1º mandato                        |
| 21 | Ivanor Luiz Tomasini                    | Partido Trabalhista Brasileiro (PTB)               | 492   | 1,06 | 3º mandato                        |

### 11ª Legislatura (1993–1996)

Composição da Câmara Municipal eleita para a 13ª Legislatura:
PMDB (10)
PDT (7)
PPR (3)
PSDB (1)

Estes são os vereadores eleitos nas eleições de 3 de outubro de 1992:
|    | Nome                             | Partido                                            | Votos | %    | Observações                       |
| -- | -------------------------------- | -------------------------------------------------- | ----- | ---- | --------------------------------- |
| 1  | Juares Baruffi                   | Partido Democrático Trabalhista (PDT)              | 1.452 | 7,19 | 2º mandato                        |
| 2  | Roberto Antônio Cainelli         | Partido Progressista Reformador (PPR)              | 1.266 | 6,27 | 3º mandato Presidente (1995-1996) |
| 3  | Elvo Ângelo Cristófoli           | Partido Democrático Trabalhista (PDT)              | 1.260 | 6,24 | 2º mandato                        |
| 4  | Ivar Leopoldo Castagnetti        | Partido do Movimento Democrático Brasileiro (PMDB) | 1.233 | 6,11 | 2º mandato Presidente (1993–1994) |
| 5  | Adelino Cainelli                 | Partido do Movimento Democrático Brasileiro (PMDB) | 1.186 | 5,87 | 1º mandato                        |
| 6  | Eugênio Rizzardo                 | Partido Democrático Trabalhista (PDT)              | 1.155 | 5,72 | 2º mandato                        |
| 7  | Gilmar Dalla Costa               | Partido do Movimento Democrático Brasileiro (PMDB) | 1.069 | 5,29 | 1º mandato                        |
| 8  | Jauri da Silveira Peixoto        | Partido Progressista Reformador (PPR)              | 1.059 | 5,24 | 3º mandato                        |
| 9  | Clóris Pasqualotto               | Partido Democrático Trabalhista (PDT)              | 960   | 4,75 | 2º mandato                        |
| 10 | Ângela Regina Ozelame Bassotto   | Partido do Movimento Democrático Brasileiro (PMDB) | 942   | 4,66 | 1º mandato                        |
| 11 | Ivanir Antônio Foresti           | Partido Democrático Trabalhista (PDT)              | 916   | 4,54 | 2º mandato                        |
| 12 | Mauro Antônio Villa              | Partido da Social Democracia Brasileira (PSDB)     | 879   | 4,35 | 2º mandato                        |
| 13 | Zeferino Moret                   | Partido do Movimento Democrático Brasileiro (PMDB) | 826   | 4,09 | 2º mandato                        |
| 14 | Luiz Alberto Majola              | Partido do Movimento Democrático Brasileiro (PMDB) | 824   | 4,08 | 1º mandato                        |
| 15 | Olavo Constante Fellippe Chiella | Partido Progressista Reformador (PPR)              | 822   | 4,07 | 2º mandato                        |
| 16 | Aristides Di Bernardo            | Partido Democrático Trabalhista (PDT)              | 784   | 3,88 | 2º mandato                        |
| 17 | Mário Gabardo                    | Partido do Movimento Democrático Brasileiro (PMDB) | 762   | 3,77 | 2º mandato                        |
| 18 | Alcindo Gabrielli                | Partido do Movimento Democrático Brasileiro (PMDB) | 735   | 3,64 | 1º mandato                        |
| 19 | Fernando César Ferrari           | Partido do Movimento Democrático Brasileiro (PMDB) | 724   | 3,59 | 2º mandato                        |
| 20 | Altair Fernandes                 | Partido Democrático Trabalhista (PDT)              | 670   | 3,32 | 1º mandato                        |
| 21 | Leonir Flamia                    | Partido do Movimento Democrático Brasileiro (PMDB) | 669   | 3,31 | 1º mandato                        |

### 10ª Legislatura (1989–1992)

Composição da Câmara Municipal eleita para a 10ª Legislatura:
PDT (8)
PMDB (8)
PDS (4)
PT (1)

Estes são os vereadores eleitos nas eleições de 15 de novembro de 1989:
|    | Nome                             | Partido                                            | Votos | %    | Observações                       |
| -- | -------------------------------- | -------------------------------------------------- | ----- | ---- | --------------------------------- |
| 1  | Roberto Antonio Cainelli         | Partido Democrático Social (PDS)                   | 1.016 | 2,71 | 2º mandato                        |
| 2  | Ivanor Luiz Tomasini             | Partido do Movimento Democrático Brasileiro (PMDB) | 1.012 | 2,69 | 2º mandato Presidente (1989-1991) |
| 3  | Mário Gabardo                    | Partido dos Trabalhadores (PT)                     | 947   | 2,52 | 1º mandato                        |
| 4  | Zeferino Moret                   | Partido do Movimento Democrático Brasileiro (PMDB) | 786   | 2,09 | 1º mandato                        |
| 5  | Lírio Turri                      | Partido do Movimento Democrático Brasileiro (PMDB) | 775   | 2,06 | 2º mandato                        |
| 6  | Nelson Provensi                  | Partido do Movimento Democrático Brasileiro (PMDB) | 744   | 1,98 | 1º mandato                        |
| 7  | Mauro Antônio Villa              | Partido do Movimento Democrático Brasileiro (PMDB) | 681   | 1,81 | 1º mandato                        |
| 8  | Ivanir Antônio Foresti           | Partido Democrático Trabalhista (PDT)              | 676   | 1,8  | 1º mandato                        |
| 9  | José Alberto Bertuol             | Partido do Movimento Democrático Brasileiro (PMDB) | 622   | 1,66 | 2º mandato                        |
| 10 | Eugênio Rizzardo                 | Partido Democrático Trabalhista (PDT)              | 582   | 1,55 | 2º mandato Presidente (1991-1992) |
| 11 | Ivar Leopoldo Castagnetti        | Partido do Movimento Democrático Brasileiro (PMDB) | 564   | 1,5  | 1º mandato                        |
| 12 | Fernando César Ferrari           | Partido do Movimento Democrático Brasileiro (PMDB) | 564   | 1,5  | 1º mandato                        |
| 13 | Clóris Pasqualotto               | Partido Democrático Trabalhista (PDT)              | 548   | 1,46 | 1º mandato                        |
| 14 | Carlos Roberto Pozza             | Partido Democrático Social (PDS)                   | 518   | 1,38 | 1º mandato                        |
| 15 | Renato Moacir Ferrari            | Partido Democrático Trabalhista (PDT)              | 506   | 1,35 | 1º mandato                        |
| 16 | Primo Agosto Consoli             | Partido Democrático Social (PDS)                   | 488   | 1,3  | 3º mandato                        |
| 17 | Valdemar Finatto                 | Partido Democrático Trabalhista (PDT)              | 470   | 1,25 | 1º mandato                        |
| 18 | Elvo Ângelo Cristófoli           | Partido Democrático Trabalhista (PDT)              | 462   | 1,23 | 1º mandato                        |
| 19 | Idalino Casagrande               | Partido Democrático Trabalhista (PDT)              | 459   | 1,22 | 4º mandato                        |
| 20 | Olavo Constante Fellippe Chiella | Partido Democrático Social (PDS)                   | 458   | 1,21 | 1º mandato                        |
| 21 | Juares Baruffi                   | Partido Democrático Trabalhista (PDT)              | 441   | 1,17 | 1º mandato                        |

### 9ª Legislatura (1983–1988)

Composição da Câmara Municipal eleita para a 9ª Legislatura:
PMDB (11)
PDS (9)
PDT (1)

Estes são os vereadores eleitos nas eleições de 15 de outubro de 1982:
|    | Nome                                | Partido                                            | Votos | %    | Observações                       |
| -- | ----------------------------------- | -------------------------------------------------- | ----- | ---- | --------------------------------- |
| 1  | Ivanor Luiz Tomasini                | Partido do Movimento Democrático Brasileiro (PMDB) | 1.282 | 3,95 | 1º mandato Presidente (1987-1988) |
| 2  | José Alberto Bertuol                | Partido do Movimento Democrático Brasileiro (PMDB) | 1.188 | 3,66 | 1º mandato                        |
| 3  | Olmes Pertile                       | Partido do Movimento Democrático Brasileiro (PMDB) | 1.159 | 3,57 | 1º mandato                        |
| 4  | Jauri da Silveira Peixoto           | Partido Democrático Social (PDS)                   | 894   | 2,75 | 2º mandato                        |
| 5  | Lírio Turri                         | Partido do Movimento Democrático Brasileiro (PMDB) | 859   | 2,65 | 1º mandato                        |
| 6  | Antonio Tomasi                      | Partido do Movimento Democrático Brasileiro (PMDB) | 843   | 2,6  | 1º mandato                        |
| 7  | Luiz Martinelli                     | Partido do Movimento Democrático Brasileiro (PMDB) | 769   | 2,37 | 1º mandato Presidente (1985-1987) |
| 8  | Roberto Antonio Cainelli            | Partido Democrático Social (PDS)                   | 762   | 2,35 | 1º mandato                        |
| 9  | Ênio Antônio Cristófoli             | Partido do Movimento Democrático Brasileiro (PMDB) | 758   | 2,34 | 1º mandato                        |
| 10 | Olinto de Rossi                     | Partido do Movimento Democrático Brasileiro (PMDB) | 683   | 2,1  | 2º mandato Presidente (1983-1985) |
| 11 | Ênio Benvenutti                     | Partido do Movimento Democrático Brasileiro (PMDB) | 660   | 2,03 | 1º mandato                        |
| 12 | Victoriano Ribeiro Antunes          | Partido do Movimento Democrático Brasileiro (PMDB) | 631   | 1,94 | 1º mandato                        |
| 13 | Ângelo Egídio Dalla Colleta         | Partido do Movimento Democrático Brasileiro (PMDB) | 574   | 1,77 | 1º mandato                        |
| 14 | Itacyr Luiz Giacomello              | Partido Democrático Social (PDS)                   | 557   | 1,72 | 4º mandato                        |
| 15 | Sérgio Foletto                      | Partido Democrático Social (PDS)                   | 531   | 1,64 | 3º mandato                        |
| 16 | Jovino Nolasco de Souza             | Partido Democrático Social (PDS)                   | 514   | 1,58 | 1º mandato                        |
| 17 | Jurcy Passos Manzoni                | Partido Democrático Social (PDS)                   | 477   | 1,47 | 2º mandato                        |
| 18 | José Pavan                          | Partido Democrático Social (PDS)                   | 471   | 1,45 | 1º mandato                        |
| 19 | Paulo Guillamelau                   | Partido Democrático Social (PDS)                   | 469   | 1,44 | 1º mandato                        |
| 20 | Mercedes Helena Grazziottin Cavalet | Partido Democrático Social (PDS)                   | 445   | 1,37 | 2º mandato                        |
| 21 | José Ferronatto                     | Partido Democrático Trabalhista (PDT)              | 392   | 1,21 | 2º mandato                        |

### 8ª Legislatura (1977–1982)

Composição da Câmara Municipal eleita para a 8ª Legislatura:
ARENA (10)
MDB (7)

Estes são os vereadores eleitos nas eleições de 15 de outubro de 1976:
|    | Nome                   | Partido                                | Votos | %    | Observações                       |
| -- | ---------------------- | -------------------------------------- | ----- | ---- | --------------------------------- |
| 1  | Carlos José Perizzolo  | Aliança Renovadora Nacional (ARENA)    | 896   | 6,58 | 4º mandato Presidente (1977-1979) |
| 2  | Nelto Scarton          | Movimento Democrático Brasileiro (MDB) | 868   | 6,37 | 3º mandato                        |
| 3  | Ari Lima               | Aliança Renovadora Nacional (ARENA)    | 745   | 5,47 | 1º mandato                        |
| 4  | Aido José Bertuol      | Movimento Democrático Brasileiro (MDB) | 695   | 5,10 | 1º mandato                        |
| 5  | Gabriel Pompermayer    | Aliança Renovadora Nacional (ARENA)    | 692   | 5,08 | 2º mandato                        |
| 6  | Sérgio Foletto         | Aliança Renovadora Nacional (ARENA)    | 667   | 4,90 | 2º mandato                        |
| 7  | Idalino Casagrande     | Movimento Democrático Brasileiro (MDB) | 640   | 4,70 | 2º mandato                        |
| 8  | Isidoro Pastorello     | Aliança Renovadora Nacional (ARENA)    | 613   | 4,50 | 1º mandato                        |
| 9  | Primo Agosto Consoli   | Aliança Renovadora Nacional (ARENA)    | 602   | 4,42 | 2º mandato                        |
| 10 | José Ferronatto        | Movimento Democrático Brasileiro (MDB) | 588   | 4,32 | 1º mandato                        |
| 11 | Olinto de Rossi        | Movimento Democrático Brasileiro (MDB) | 583   | 4,28 | 1º mandato                        |
| 12 | Itacyr Luiz Giacomello | Aliança Renovadora Nacional (ARENA)    | 570   | 4,19 | 2º mandato                        |
| 13 | Antônio Da Ré Filho    | Movimento Democrático Brasileiro (MDB) | 561   | 4,12 | 2º mandato                        |
| 14 | Hélio Luiz Tonini      | Aliança Renovadora Nacional (ARENA)    | 526   | 3,86 | 2º mandato                        |
| 15 | Luiz Augusto Signor    | Aliança Renovadora Nacional (ARENA)    | 499   | 3,66 | 1º mandato Presidente (1979-1982) |
| 16 | Mercedes Cavalet       | Aliança Renovadora Nacional (ARENA)    | 496   | 3,64 | 1º mandato                        |
| 17 | Roque Betinelli        | Movimento Democrático Brasileiro (MDB) | 451   | 3,31 | 1º mandato                        |

### 7ª Legislatura (1973–1976)

Composição da Câmara Municipal eleita para a 7ª Legislatura:
ARENA (9)
MDB (6)

Estes são os vereadores eleitos nas eleições de 15 de outubro de 1972:
|    | Nome                         | Partido                                | Votos | %    | Observações                       |
| -- | ---------------------------- | -------------------------------------- | ----- | ---- | --------------------------------- |
| 1  | Nilso Majola                 | Aliança Renovadora Nacional (ARENA)    | 1.260 | 7,01 | 1º mandato Presidente (1975-1976) |
| 2  | Fortunato Janir Rizzardo     | Aliança Renovadora Nacional (ARENA)    | 925   | 5,15 | 1º mandato                        |
| 3  | Carlos José Perizzolo        | Aliança Renovadora Nacional (ARENA)    | 894   | 4,97 | 3º mandato                        |
| 4  | José Ferreira Canabarro Neto | Movimento Democrático Brasileiro (MDB) | 821   | 4,57 | 2º mandato                        |
| 5  | Cláudio Ivanez João Pegoraro | Movimento Democrático Brasileiro (MDB) | 699   | 3,89 | 2º mandato                        |
| 6  | Nelto Scarton                | Movimento Democrático Brasileiro (MDB) | 685   | 3,81 | 2º mandato                        |
| 7  | Gabriel Pompermayer          | Aliança Renovadora Nacional (ARENA)    | 683   | 3,8  | 1º mandato                        |
| 8  | Bleno Bertuol                | Movimento Democrático Brasileiro (MDB) | 673   | 3,74 | 2º mandato                        |
| 9  | Lucindo João Andreola        | Aliança Renovadora Nacional (ARENA)    | 632   | 3,52 | 2º mandato Presidente (1973-1975) |
| 10 | Idalino Casagrande           | Movimento Democrático Brasileiro (MDB) | 552   | 3,07 | 1º mandato                        |
| 11 | José Zortéa                  | Aliança Renovadora Nacional (ARENA)    | 520   | 2,89 | 1º mandato                        |
| 12 | Primo Agosto Consoli         | Aliança Renovadora Nacional (ARENA)    | 512   | 2,85 | 1º mandato                        |
| 13 | Hélio Luiz Tonini            | Aliança Renovadora Nacional (ARENA)    | 504   | 2,8  | 1º mandato                        |
| 14 | Paulo Riboldi Neto           | Aliança Renovadora Nacional (ARENA)    | 488   | 2,71 | 1º mandato                        |
| 15 | Ari Orestes Cetolin          | Movimento Democrático Brasileiro (MDB) | 484   | 2,69 | 1º mandato                        |

### 6ª Legislatura (1969–1972)

Composição da Câmara Municipal eleita para a 6ª Legislatura:
MDB (12)
ARENA (9)

Estes são os vereadores eleitos nas eleições de 15 de novembro de 1968:
|    | Nome                         | Partido                                | Votos | %    | Observações                       |
| -- | ---------------------------- | -------------------------------------- | ----- | ---- | --------------------------------- |
| 1  | Ulisses Vicente Tomasini     | Aliança Renovadora Nacional (ARENA)    | 1.033 | 7,19 | 2º mandato                        |
| 2  | Carlos José Perizzolo        | Aliança Renovadora Nacional (ARENA)    | 767   | 5,34 | 2º mandato                        |
| 3  | Cláudio Ivanez João Pegoraro | Movimento Democrático Brasileiro (MDB) | 763   | 5,31 | 1º mandato Presidente (1971-1972) |
| 4  | Rubens Lahude                | Movimento Democrático Brasileiro (MDB) | 753   | 5,24 | 1º mandato                        |
| 5  | Darcy Pozza                  | Aliança Renovadora Nacional (ARENA)    | 679   | 4,73 | 1º mandato                        |
| 6  | Olívio de Rossi              | Movimento Democrático Brasileiro (MDB) | 550   | 3,83 | 1º mandato                        |
| 7  | Antônio Tansini              | Aliança Renovadora Nacional (ARENA)    | 523   | 3,64 | 1º mandato                        |
| 8  | Vitalino Nichetti            | Movimento Democrático Brasileiro (MDB) | 484   | 3,37 | 1º mandato                        |
| 9  | Henrique Alfredo Caprara     | Movimento Democrático Brasileiro (MDB) | 457   | 3,18 | 1º mandato                        |
| 10 | Jurcy Passos Manzoni         | Aliança Renovadora Nacional (ARENA)    | 440   | 3,06 | 1º mandato                        |
| 11 | Jairo Celso Fillippon        | Aliança Renovadora Nacional (ARENA)    | 438   | 3,05 | 1º mandato                        |
| 12 | José Ferreira Canabarro Neto | Movimento Democrático Brasileiro (MDB) | 434   | 3,02 | 1º mandato                        |
| 13 | Aylor José Mário Bertarello  | Movimento Democrático Brasileiro (MDB) | 392   | 2,73 | 2º mandato                        |
| 14 | Darcy Guimarães Ramos        | Movimento Democrático Brasileiro (MDB) | 392   | 2,73 | 5º mandato Presidente (1969-1971) |
| 15 | Bleno Bertuol                | Movimento Democrático Brasileiro (MDB) | 371   | 2,58 | 1º mandato                        |
| 16 | Nelto Scarton                | Movimento Democrático Brasileiro (MDB) | 360   | 2,51 | 1º mandato                        |
| 17 | Tales José Zardo             | Movimento Democrático Brasileiro (MDB) | 297   | 2,07 | 1º mandato                        |
| 18 | Itacyr Luiz Giacomello       | Aliança Renovadora Nacional (ARENA)    | 296   | 2,06 | 1º mandato                        |
| 19 | Zelindo João Berselli        | Movimento Democrático Brasileiro (MDB) | 292   | 2,03 | 2º mandato                        |
| 20 | Denis Jorge Acco             | Aliança Renovadora Nacional (ARENA)    | 279   | 1,94 | 1º mandato                        |
| 21 | Léo Accorsi                  | Aliança Renovadora Nacional (ARENA)    | 244   | 1,7  | 1º mandato                        |

### 5ª Legislatura (1964–1968)

Composição da Câmara Municipal eleita para a 5ª Legislatura:
PTB (15)
PSD (15)

Estes são os vereadores eleitos nas eleições de 7 de outubro de 1962:
|    | Nome                        | Partido                              | Observações                       |
| -- | --------------------------- | ------------------------------------ | --------------------------------- |
| 1  | Luiz Manzoni                | Partido Social Democrático (PSD)     | 1º mandato                        |
| 2  | Mafalda Maria Michelon Neis | Partido Social Democrático (PSD)     | 1º mandato                        |
| 3  | Reinaldo Dal Pizzol         | Partido Social Democrático (PSD)     | 1º mandato                        |
| 4  | Ulisses Vicente Tomasini    | Partido Social Democrático (PSD)     | 1º mandato                        |
| 5  | Ezílio Michelin             | Partido Social Democrático (PSD)     | 2º mandato Presidente (1967-1968) |
| 6  | Loreano Menegotto           | Partido Social Democrático (PSD)     | 1º mandato                        |
| 7  | Lucindo João Andreola       | Partido Social Democrático (PSD)     | 1º mandato Presidente (1964-1967) |
| 8  | Carlos José Perizzolo       | Partido Social Democrático (PSD)     | 1º mandato                        |
| 9  | Miguel Lorenzini            | Partido Social Democrático (PSD)     | 1º mandato                        |
| 10 | Marino Nichetti             | Partido Social Democrático (PSD)     | 1º mandato                        |
| 11 | Anacleto Adorino Tedesco    | Partido Social Democrático (PSD)     | 1º mandato                        |
| 12 | Vitale Camilo               | Partido Social Democrático (PSD)     | 3º mandato                        |
| 13 | José Koslowski              | Partido Social Democrático (PSD)     | 1º mandato                        |
| 14 | Victor Potrick              | Partido Social Democrático (PSD)     | 1º mandato                        |
| 15 | Ney Zardo                   | Partido Social Democrático (PSD)     | 1º mandato                        |
| 16 | Beder Koff                  | Partido Trabalhista Brasileiro (PTB) | 1º mandato                        |
| 17 | Nelson Tegon                | Partido Trabalhista Brasileiro (PTB) | 1º mandato                        |
| 18 | Zelindo João Berselli       | Partido Trabalhista Brasileiro (PTB) | 1º mandato                        |
| 19 | Adolfo Antoniazzi Lisboa    | Partido Trabalhista Brasileiro (PTB) | 1º mandato                        |
| 20 | Aristides Bertuol Filho     | Partido Trabalhista Brasileiro (PTB) | 1º mandato                        |
| 21 | João Cobalchini             | Partido Trabalhista Brasileiro (PTB) | 2º mandato                        |
| 22 | José Valduga                | Partido Trabalhista Brasileiro (PTB) | 1º mandato                        |
| 23 | Volcida Dalla Coletta       | Partido Trabalhista Brasileiro (PTB) | 1º mandato                        |
| 24 | Antônio Da Ré Filho         | Partido Trabalhista Brasileiro (PTB) | 1º mandato                        |
| 25 | Antônio Costa               | Partido Trabalhista Brasileiro (PTB) | 1º mandato                        |
| 26 | Francisco Mileto            | Partido Trabalhista Brasileiro (PTB) | 1º mandato                        |
| 27 | Aylor José Mário Bertarello | Partido Trabalhista Brasileiro (PTB) | 1º mandato                        |
| 28 | Darcy Guimarães Ramos       | Partido Trabalhista Brasileiro (PTB) | 4º mandato                        |
| 29 | Romualdo Basso              | Partido Trabalhista Brasileiro (PTB) | 1º mandato                        |
| 30 | Dorcílio de Souza           | Partido Trabalhista Brasileiro (PTB) | 1º mandato                        |

### 4ª Legislatura (1960–1963)

Composição da Câmara Municipal eleita para a 4ª Legislatura:
PTB (6)
PSD (5)

Estes são os vereadores eleitos nas eleições de 3 de outubro de 1958:
|    | Nome                      | Partido                              | Votos | %    | Observações                       |
| -- | ------------------------- | ------------------------------------ | ----- | ---- | --------------------------------- |
| 1  | Antonio Bessil            | Partido Trabalhista Brasileiro (PTB) | 671   | 7,27 | 1º mandato                        |
| 2  | Achidio Domingos de Marco | Partido Trabalhista Brasileiro (PTB) | 662   | 7,17 | 1º mandato                        |
| 3  | Darcy Guimarães Ramos     | Partido Trabalhista Brasileiro (PTB) | 558   | 6,05 | 3º mandato Presidente (1960-1963) |
| 4  | Vitale Camilo             | Partido Trabalhista Brasileiro (PTB) | 522   | 5,66 | 2º mandato                        |
| 5  | José Mário Bertarello     | Partido Trabalhista Brasileiro (PTB) | 518   | 5,61 | 4º mandato                        |
| 6  | Loreno Augusto Grazzia    | Partido Social Democrático (PSD)     | 491   | 5,32 | 1º mandato                        |
| 7  | Dalvino Aldo Tondo        | Partido Trabalhista Brasileiro (PTB) | 472   | 5,11 | 1º mandato                        |
| 8  | Ezílio Michelin           | Partido Social Democrático (PSD)     | 440   | 4,77 | 1º mandato                        |
| 9  | Plauto de Abreu           | Partido Social Democrático (PSD)     | 434   | 4,7  | 2º mandato                        |
| 10 | José Mário Mônaco         | Partido Social Democrático (PSD)     | 398   | 4,31 | 1º mandato                        |
| 11 | Miguel Dendena            | Partido Social Democrático (PSD)     | 337   | 3,65 | 1º mandato                        |

### 3ª Legislatura (1956–1959)

Composição da Câmara Municipal eleita para a 3ª Legislatura:
PSD (13)
PTB (7)

Estes são os vereadores eleitos nas eleições de 3 de outubro de 1955:
|    | Nome                         | Partido                              | Observações                       |
| -- | ---------------------------- | ------------------------------------ | --------------------------------- |
| 1  | Laurindo Fontanive           | Partido Social Democrático (PSD)     | 1º mandato                        |
| 2  | Sylo Soares                  | Partido Social Democrático (PSD)     | 2º mandato                        |
| 3  | Anacleto Adorindo Tedesco    | Partido Social Democrático (PSD)     | 1º mandato Presidente (1956-1959) |
| 4  | Edalo Michelin               | Partido Social Democrático (PSD)     | 1º mandato                        |
| 5  | Hugo Calegari                | Partido Social Democrático (PSD)     | 1º mandato                        |
| 6  | José Alberici                | Partido Social Democrático (PSD)     | 2º mandato                        |
| 7  | Loris Antônio Pasquali Reali | Partido Social Democrático (PSD)     | 2º mandato                        |
| 8  | Joaquim dos Santos Filho     | Partido Social Democrático (PSD)     | 1º mandato                        |
| 9  | Leonel Celeste Possamai      | Partido Social Democrático (PSD)     | 1º mandato                        |
| 10 | Nilo Cini                    | Partido Social Democrático (PSD)     | 1º mandato                        |
| 11 | José de Nadal                | Partido Social Democrático (PSD)     | 1º mandato                        |
| 12 | Vitale Camilo                | Partido Social Democrático (PSD)     | 1º mandato                        |
| 13 | Ernesto Diehl                | Partido Social Democrático (PSD)     | 1º mandato                        |
| 14 | Plínio Castelarin            | Partido Trabalhista Brasileiro (PTB) | 1º mandato                        |
| 15 | Ernesto Celso                | Partido Trabalhista Brasileiro (PTB) | 1º mandato                        |
| 16 | Walter Franke                | Partido Trabalhista Brasileiro (PTB) | 1º mandato                        |
| 17 | Vinicius Mincarone           | Partido Trabalhista Brasileiro (PTB) | 1º mandato                        |
| 18 | José Mário Bertarello        | Partido Trabalhista Brasileiro (PTB) | 3º mandato                        |
| 19 | Darcy Guimarães Ramos        | Partido Trabalhista Brasileiro (PTB) | 2º mandato                        |
| 20 | Argentino Bottin             | Partido Trabalhista Brasileiro (PTB) | 1º mandato                        |

### 2ª Legislatura (1952–1955)

Composição da Câmara Municipal eleita para a 2ª Legislatura:
PTB (12)
PSD (8)

Estes são os vereadores eleitos nas eleições de 3 de outubro de 1950:
|    | Nome                       | Partido                              | Observações                       |
| -- | -------------------------- | ------------------------------------ | --------------------------------- |
| 1  | José Mário Bertarello      | Partido Trabalhista Brasileiro (PTB) | 1º mandato                        |
| 2  | Aristides Bertuol          | Partido Trabalhista Brasileiro (PTB) | 1º mandato                        |
| 3  | Jofre Gorau Miguel         | Partido Trabalhista Brasileiro (PTB) | 1º mandato Presidente (1952-1954) |
| 4  | Arismênio Pientá Veiga     | Partido Trabalhista Brasileiro (PTB) | 1º mandato Presidente (1955)      |
| 5  | Domingos Mincarone         | Partido Trabalhista Brasileiro (PTB) | 1º mandato                        |
| 6  | Léo Enzo D’Arrigo          | Partido Trabalhista Brasileiro (PTB) | 1º mandato                        |
| 7  | Leonel Capitâneo           | Partido Trabalhista Brasileiro (PTB) | 1º mandato                        |
| 8  | Mário Domingos Vanni       | Partido Trabalhista Brasileiro (PTB) | 1º mandato                        |
| 9  | Noely Clemente de Rossi    | Partido Trabalhista Brasileiro (PTB) | 1º mandato Presidente (1954-1955) |
| 10 | Darcy Guimarães Ramos      | Partido Trabalhista Brasileiro (PTB) | 1º mandato                        |
| 11 | Alcides Telêmaco Valenti   | Partido Trabalhista Brasileiro (PTB) | 1º mandato                        |
| 12 | Ilário Miolo               | Partido Trabalhista Brasileiro (PTB) | 1º mandato                        |
| 13 | Isidoro Menegatt           | Partido Social Democrático (PSD)     | 2º mandato                        |
| 14 | José Alberici              | Partido Social Democrático (PSD)     | 1º mandato                        |
| 15 | Ludovico Giovannini        | Partido Social Democrático (PSD)     | 1º mandato                        |
| 16 | Nilo Bortolini             | Partido Social Democrático (PSD)     | 1º mandato                        |
| 17 | Plauto de Abreu            | Partido Social Democrático (PSD)     | 1º mandato                        |
| 18 | Amélio Leonardo Casagrande | Partido Social Democrático (PSD)     | 1º mandato                        |
| 19 | Saul Pompermayer           | Partido Social Democrático (PSD)     | 1º mandato                        |
| 20 | Herny Hugo Dreher          | Partido Social Democrático (PSD)     | 1º mandato                        |

### 1ª Legislatura (1948–1951)

Composição da Câmara Municipal eleita para a 1ª Legislatura:
PTB (10)
PSD (3)
PL (3)

Estes são os vereadores eleitos nas eleições de 19 de outubro de 1947:
|    | Nome                         | Partido                              | Observações                                     |
| -- | ---------------------------- | ------------------------------------ | ----------------------------------------------- |
| 1  | José Mário Bertarello        | Partido Trabalhista Brasileiro (PTB) | 1º mandato                                      |
| 2  | Arlindo D’Arrigo             | Partido Trabalhista Brasileiro (PTB) | 1º mandato Presidente (1948)                    |
| 3  | Attilio Pompermayer          | Partido Trabalhista Brasileiro (PTB) | 1º mandato Presidente (1948-1949) e (1950-1951) |
| 4  | Isidoro Menegatt             | Partido Trabalhista Brasileiro (PTB) | 1º mandato                                      |
| 5  | Armindo Mandelli             | Partido Trabalhista Brasileiro (PTB) | 1º mandato                                      |
| 6  | João Cobalchini              | Partido Trabalhista Brasileiro (PTB) | 1º mandato                                      |
| 7  | Noely Clemente de Rossi      | Partido Trabalhista Brasileiro (PTB) | 1º mandato                                      |
| 8  | Henrindo Prezzi              | Partido Trabalhista Brasileiro (PTB) | 1º mandato                                      |
| 9  | Luiz Matheus Todeschini      | Partido Trabalhista Brasileiro (PTB) | 1º mandato                                      |
| 10 | Victório Casonatto           | Partido Trabalhista Brasileiro (PTB) | 1º mandato                                      |
| 11 | José Calegari                | Partido Social Democrático (PSD)     | 1º mandato                                      |
| 12 | Orestes João Tregnago        | Partido Social Democrático (PSD)     | 1º mandato                                      |
| 13 | Sylo Soares                  | Partido Social Democrático (PSD)     | 1º mandato                                      |
| 14 | José Mário Mônaco            | Partido Libertador (PL)              | 1º mandato Presidente (1949-1950)               |
| 15 | Loris Antônio Pasquali Reali | Partido Libertador (PL)              | 1º mandato                                      |
| 16 | Simpliciano Gayer            | Partido Libertador (PL)              | 1º mandato                                      |